# Antananarivo
Antananarivo (régebben Tananarive) Madagaszkár fővárosa, az azonos nevű megyében található. A hely nevének jelentése malagaszi nyelven: „Ezer ember városa” (arivo – „ezer”).

## Fekvése
A város a sziget közepén, a Központi-plató északi részén található, egy lényegében elérhetetlen kősziklás csúcson 1250–1450 m magasságban. Nyugat és dél felől az Ikopa folyó széles lapálya övezi, északi és keleti irányból sziklás dombok keretezik. Az ország legnagyobb városa, egyben adminisztratív, kommunikációs és gazdasági centruma.

## Éghajlata
A nagy tengerszint feletti magasság a város trópusi szavanna éghajlatát kellemessé, szélsőségektől mentessé teszi. Az évi középhőmérséklet 17,2 °C, a február a legmelegebb (19,9 °C), a leghűvösebb a július (13,3 °C). A csapadék nagyobb hányada november és április között hullik, az évi átlagos mennyiség 1360 mm és még a száraz évszakban is jut eső minden hónapra.
| Hónap                         | Jan. | Feb. | Már. | Ápr. | Máj. | Jún. | Júl. | Aug. | Szep. | Okt. | Nov. | Dec. | Év   |
| ----------------------------- | ---- | ---- | ---- | ---- | ---- | ---- | ---- | ---- | ----- | ---- | ---- | ---- | ---- |
| Rekord max. hőmérséklet (°C)  | 33,0 | 32,0 | 31,0 | 31,0 | 29,0 | 27,0 | 27,0 | 29,0 | 33,0  | 35,0 | 34,0 | 33,0 | 35,0 |
| Átlagos max. hőmérséklet (°C) | 25,4 | 25,9 | 25,4 | 24,8 | 22,9 | 20,9 | 20,2 | 20,6 | 23,0  | 25,2 | 26,0 | 25,8 | 23,8 |
| Átlagos min. hőmérséklet (°C) | 16,6 | 16,9 | 16,3 | 15,2 | 12,9 | 10,8 | 10,3 | 10,3 | 11,3  | 13,4 | 15,1 | 16,3 | 13,8 |
| Rekord min. hőmérséklet (°C)  | 12,0 | 11,0 | 11,0 | 7,0  | 4,0  | 1,0  | 3,0  | 2,0  | 3,0   | 6,0  | 6,0  | 11,0 | 1,0  |
| Átl. csapadékmennyiség (mm)   | 270  | 256  | 183  | 50   | 20   | 7    | 11   | 15   | 9     | 66   | 170  | 304  | 1361 |

## Története
A várost 1625-ben alapították, és a Merina királyok királyságuk, Imerina központjává tették. A merinák hódító háborúi révén jelentősége fokozatosan növekedett és 1797-ben (vagy 1794-ben) lett az ország fővárosa. Az uralkodók közül kiemelkedik I. Radama. A franciák 1895-ben foglalták el a várost, és tették Madagaszkáron a gyarmati közigazgatás központjává és főkormányzói székhelyévé. Az ország 1960-ban kivívott függetlensége óta a város fejlődése felgyorsult, népessége rohamosan növekedett. Lakóinak többségét a malájokhoz közel álló merina etnikum teszi ki.
Függetlenségének újbóli kivívásakor a városra a Tananarive elnevezést is használták rövidebb ideig.

## Gazdaság
A városban és környékén főleg élelmiszereket, cigarettát és textilt állítanak elő. Jelentős a hagyományos rizshántolás, a hús-, a tej- és a konzervipar, a bőr- és cipőipar szerepe. Újabb keletű az autó-összeszerelés és a vegyészet. Az ország ipari termelésének több mint egynegyedét a főváros üzemei szolgáltatják. A keresők kétharmada a szolgáltatásban dolgozik.

## Kultúra
A városban található a Madagaszkári Egyetem, a Nemzeti Közigazgatási Főiskola, a Malgas Akadémia, a Tanárképző Főiskola és a Rural d'Ambatobe kollégium. Antananarivo számos könyvtára és múzeuma révén az ország szellemi életének központja.

## Közlekedése
A fővárosban öt országos főútvonal találkozik, amelyeken keresztül valamennyi nagyobb településsel összeköttetést teremthet. A két repülőtere közül a városközponthoz közelebb fekvő, óriásgépek fogadására is alkalmas korszerű Ivato elsősorban a nemzetközi forgalomban tölt be vezető szerepet. A város hegyes-völgyes domborzata nagyon megnehezíti a tömegközlekedést, amelyet autóbuszokkal bonyolítanak le. A sok keskeny utca forgalma többnyire egyirányú.

## Látnivalók
- a Rova (királynői palotaegyüttes), melynek építését 1650 körül, Andrianjaka merina király kezdte;
- a Manjakamiadana (a tulajdonképpeni királynői palota);
- a Manampisoa-palota;
- a merina királyok mauzóleumai.